# Heinz Ludewig
Heinz Ludewig (Duisburg, 24 dicembre 1889 – Düsseldorf, 16 maggio 1950) è stato un calciatore tedesco, di ruolo centrocampista.